# Felsőmotesic
Felsőmotesic (szlovákul Horné Motešice) Motesic településrésze, egykor önálló falu Szlovákiában, a Trencséni kerületben, a Trencséni járásban.

## Fekvése
Trencséntől 23 km-re délkeletre fekszik. Motesic központi részét alkotja.

## Története
A 16. században Alsó- és Felsőmotesicként már két falu állt ezen a területen. 1598-ban Felsőmotesicet „Superior Motesícz” néven említik.
A 18. század végén Vályi András így ír róla: „MOTESICZ. Alsó, és Felső Motesicz. Két tót falu Trentsén Várm. Alsónak földes Urai több Urak, Felsőnek pedig Motesiczky Uraság, a’ kinek Kastéllyával ékes, lakosaik katolikusok, és másfélék, fekszenek egymáshoz 1/4 órányira, földgyeik jók, vagyonnyaik külömbfélék.”
Fényes Elek 1851-ben kiadott geográfiai szótárában így ír a faluról: „Motesicz (Felső), tót falu, az elébbeni faluhoz közel, 195 kath. lak. Szép kastély. Itt fekete márványt ásnak. F. u. a Motesiczky család.”
1880-ban 401 lakosából 340 szlovák, 24 német, 12 magyar, 12 egyéb anyanyelvű, 1 idegen és 12 csecsemő volt. A 19. század végén faárugyárral, postahivatallal és postatakarékpénztárral is rendelkezett. 1910-ben 510 lakosából 471 szlovák, 22 magyar, 10 német és 7 egyéb nemzetiségű volt. A trianoni békéig Trencsén vármegye Báni járásához tartozott.
1960-ban egyesítették a két Motesicet.

## Neves személyek
- Itt született 1737-ben Motesiczky Judit, ifj. Sallér István nádori ítélőmester felesége; a keszthelyi Georgikon alapítójának, Festetics Györgynek (1755–1819) anyósa.

## Nevezetességei

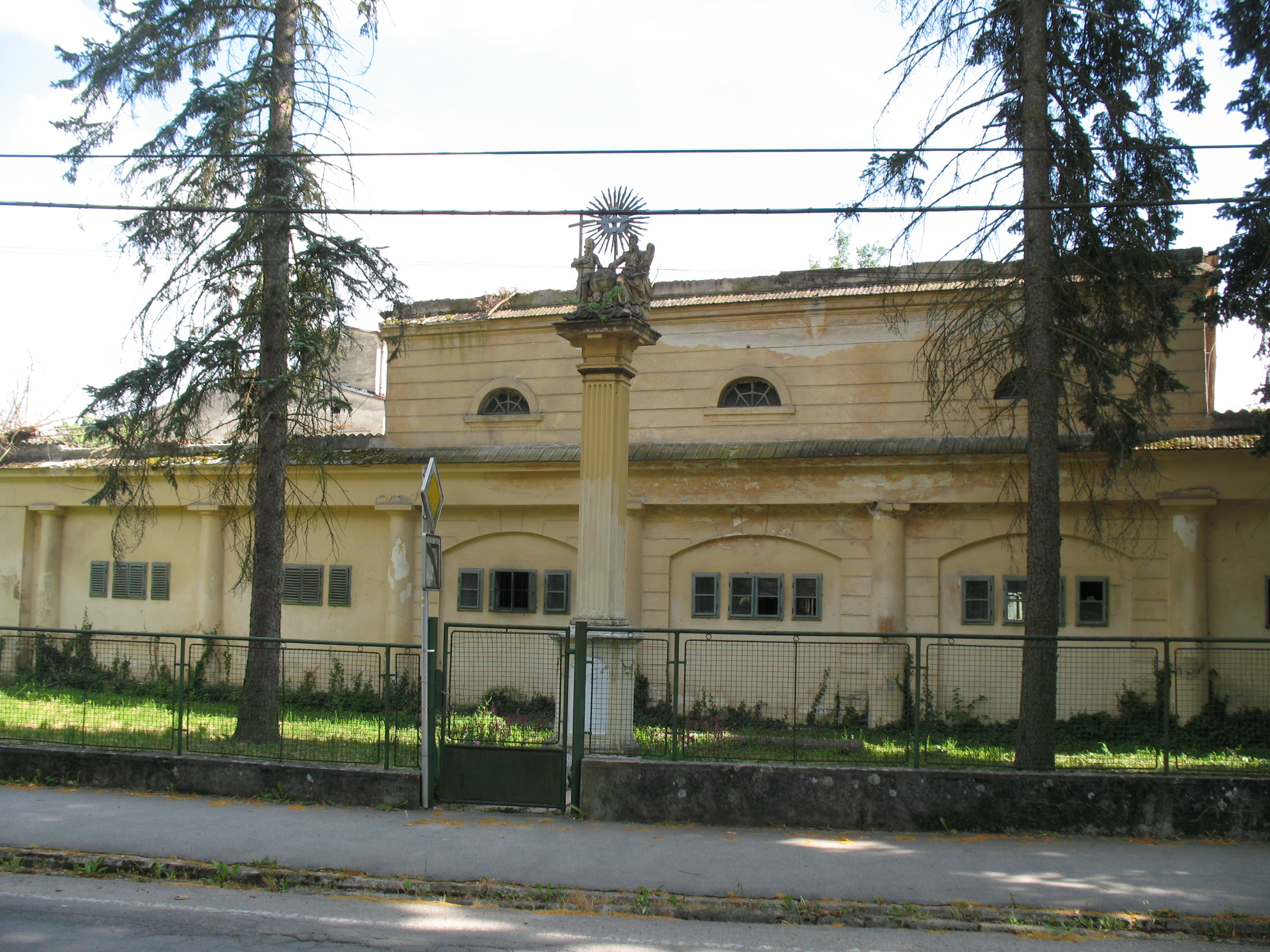

- Kastélya 1620-ban épült reneszánsz stílusban. Ma katonai objektum.

## Lásd még
- Motesic
- Alsómotesic
- Bánpetri